# Iterator
Návrhový vzor Iterator zajišťuje možnost procházení prvků bez znalosti jejich implementace. Lze implementovat pomocí pole nebo jiných datových struktur. Pomocí datové struktury ArrayList je implementace daleko snazší.

## Implicitní iterátory
Některé objektově orientované jazyky jako Perl, Python, C#, Ruby a pozdější verze Javy a Delphi poskytují vlastní způsob jak iterovat elementy obsahující objekty nebo primitivní datové typy bez explicitního vytvoření iterátoru. V tomto případě iterátor není přístupný pro ostatní kód, ale lze k němu přistoupit v dané posloupnosti elementů.
Implicitní iterátory jsou často označovány jako "foreach" a tento styl procházení elementů se také někdy nazývá "vnitřní iterace". Takto vypadá implicitní iterace v programovacím jazyce Python:
```
for
 
value
 
in
 
iterable
:

    
print
(
value
)

```

Jiný případ je v jazyce Ruby, tam si může objekt vytvořit kolekci sám sobě:
```
iterable
.
each
 
do
 
|
value
|

  
puts
 
value

end

```

## Implementace iteratoru v jazyceJava
V ukázce jsou osoby a jejich kolekce. Kolekce obsahuje vnitřní třídu s názvem PersonIterator, pomocí které ji můžeme celou procházet. Třída PersonIterator implementuje rozhraní Iterator, které obsahuje metody hasNext();(zjistí jestli je v kolekci další osoba) a getNext();(získá další osobu v kolekci). V této ukázce je kolekce implementována pomocí datové struktury ArrayList.
```
import
 
java.util.ArrayList
;

public
 
class
 
Main
 
{

    
public
 
static
 
void
 
main
(
String
[]
 
args
)
 
{

        
//použití 

        
Person
 
per1
 
=
 
new
 
Person
(
"Jakub"
,
 
20
);

        
Person
 
per2
 
=
 
new
 
Person
(
"Lukáš"
,
 
21
);

        
Person
 
per3
 
=
 
new
 
Person
(
"Filip"
,
 
30
);

        
Person
 
per4
 
=
 
new
 
Person
(
"Honza"
,
 
35
);

        
PersonCollection
 
perCol
 
=
 
new
 
PersonCollection
();

        
perCol
.
add
(
per1
);

        
perCol
.
add
(
per2
);

        
perCol
.
add
(
per3
);

        
perCol
.
add
(
per4
);

        
Iterator
 
myIt
 
=
 
perCol
.
Iterator
();

        
while
 
(
myIt
.
hasNext
())
 
{

            
Person
 
p
 
=
 
myIt
.
getNext
();

            
System
.
out
.
println
(
"Jméno: "
 
+
 
p
.
getName
());

            
System
.
out
.
println
(
"Věk: "
 
+
 
p
.
getAge
());

            
System
.
out
.
println
(
"---------------------------------"
);

        
}

    
}

}

class
 
Person
 
{

    
private
 
String
 
name
;

    
private
 
int
 
age
;

    
Person
(
String
 
_name
,
 
int
 
_age
)
 
{

        
this
.
name
 
=
 
_name
;

        
this
.
age
 
=
 
_age
;

    
}

    
public
 
String
 
getName
()
 
{

        
return
 
this
.
name
;

    
}

    
public
 
int
 
getAge
()
 
{

        
return
 
this
.
age
;

    
}

}

interface
 
Iterator
 
{

    
public
 
boolean
 
hasNext
();

    
public
 
Person
 
getNext
();

}

class
 
PersonCollection
 
{

    
@SuppressWarnings
(
"unchecked"
)

    
private
 
ArrayList
<
Person
>
 
persons
 
=
 
new
 
ArrayList
();

    

    
public
 
PersonIterator
 
Iterator
()
 
{

        
return
 
new
 
PersonIterator
();

    
}

    
public
 
void
 
add
(
Person
 
per
)
 
{

        
this
.
persons
.
add
(
per
);

    
}

    
private
 
class
 
PersonIterator
 
implements
 
Iterator
 
{

        
private
 
int
 
current
 
=
 
0
;

        
public
 
boolean
 
hasNext
()
 
{

            
if
 
(
current
 
==
 
persons
.
size
())
 
{

                
return
 
false
;

            
}
 
else
 
{

                
return
 
true
;

            
}

        
}

        
public
 
Person
 
getNext
()
 
{

            
return
 
persons
.
get
(
current
++
);

        
}

    
}

}

```